# تشيستر ديلون
تشيستر ديلون (بالإنجليزية: Chester Dillon)‏ هو لاعب كرة قدم أمريكية أمريكي، ولد في 14 يناير 1887 في نورمال في الولايات المتحدة، وتوفي في 11 أكتوبر 1972.